# Bubacia hypochniformis
Bubacia hypochniformis är en svampart som beskrevs av Velen. 1922. Bubacia hypochniformis ingår i släktet Bubacia, ordningen Thelephorales, klassen Agaricomycetes, divisionen basidiesvampar och riket svampar.   Inga underarter finns listade i Catalogue of Life.